# Sulkowski-Ozier
Sulkowski-Ozier (frz.: osier = Korb-Weide) wird ein bestimmter Flechtmuster-Reliefdekor auf Meißener Porzellan genannt. Dabei wechselt das diagonale Flechtmuster schachbrettartig auf der Fahne, die von querliegenden Trennstäben segmentiert wird.
Dieser Reliefdekor wurde für das erste große Tafelservice im Auftrag von Aleksander Józef Sułkowski entwickelt, in dem alle Teile eine einheitliche Gestaltung erfahren hatten. Im 18. Jahrhundert war es sehr beliebt und wurde auch ordinair ozier genannt.